# Эдман, Эрик
Эрик Эдман (швед. Erik Kenneth Edman, 11 ноября 1978, Хускварна) — шведский футболист, левый защитник. Последним его клубом был шведский «Хельсингборг».

## Клубная карьера
Эдман начал тренироваться в детской команде «Хабо ИФ», которую тренировал его отец.
Свою профессиональную карьеру начал в «Хельсингборге» и играл за него в течение пяти лет. За первый состав клуба он впервые сыграл в 1997 году.
В 1999 году он в первый раз уехал за границу, но не смог закрепиться в составах итальянского «Торино» и немецкого «Карлсруэ». На один год он вернулся в Швецию, в «АИК». В 2001 году Эдмана приобрёл голландский «Херенвен».
После Евро 2004 он перешёл в «Тоттенхэм Хотспур», где был игроком основного состава и запомнился своим голом с 35 метров в ворота «Ливерпуля», однако через год, после летних трансферов потерял место в составе и был продан во французский «Ренн». В «Ренне» Эдман отыграл 2 с половиной сезона и был твёрдым игроком основы.
В январе 2008 года за 500 тысяч фунтов Эдман перешёл в «Уиган» и подписал контракт с ним до лета 2010 года. 22 марта в матче против «Блэкберн Роверс» он получил травму колена, из-за которой пропустил остаток сезона и Чемпионат Европы 2008. Впервые вышел на поле после травмы 2 января 2009 в матче 1/32 кубка Англии.

## Сборная Швеции
Эдман играл за сборную с 2001 года, дебютировал в матче против Фарерских островов. Он был в заявке на ЧМ 2002, но на поле не выходил. Позже он завоевал место в основном составе команды, и на Евро-2004 и ЧМ-2006 сыграл во всех матчах своей сборной.
Свой единственный гол за сборную Эдман забил 26 марта 2005 года в матче против Болгарии ударом со штрафного.

## Достижения

### Командные
«Хельсингборг»
- Чемпион Швеции: 1999, 2011
- Обладатель Кубка Швеции: 1998, 2010, 2011
- Обладатель Суперкубка Швеции: 2011, 2012

### Индивидуальные
- Лучший защитник Швеции 2004

## Личная жизнь
Женат на Ханне Кьельссон, один ребёнок — сын Элиас (2005)